# Georges Leclanché
Georges Leclanché (Parmain, 1839. – Párizs, 1882. szeptember 14.) francia kémikus.
A szárazelemet 1866-ban találta fel, és a neve után Leclanché-elemnek nevezték el.
Egy cink serlegből áll, amit egy zselatinnal besűrített ammónium-klorid oldattal töltenek meg. Ebbe a serlegbe szén elektródát merítenek, amit porított barnakővel (mangánoxid) fednek be.
Ebben az évben a párizsi kiállítás érmét kapta meg. Az elemet a belga Vasút és a belga Távirda azonnal bevezette.
Később (1871) az elemet tökéletesítette.